# Yoshio Mochizuki

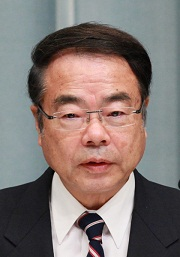
Yoshio Mochizuki (2014)

Yoshio Mochizuki (japanisch 望月 義夫, Mochizuki Yoshio; Eigentranskription ins Lateinische als Mochiduki; * 2. Mai 1947 in Shimizu-shi (heute: Shimizu-ku, Shizuoka-shi), Präfektur Shizuoka; † 19. Dezember 2019 ebenda) war ein japanischer Politiker, Abgeordneter im Shūgiin, dem Unterhaus des nationalen Parlaments, für den 4. Wahlkreis Shizuoka und von 2014 bis 2015 Umweltminister im umgebildeten zweiten und dritten Kabinett Abe. Er war durchgehend ab 1997 Mitglied der Liberaldemokratischen Partei (LDP), darin der heutigen Kishida-Faktion.

## Leben
Mochizuki, der älteste Sohn eines Gemüsehändlers, besuchte die Shimizu-Oberschule der Präfektur Shizuoka und studierte anschließend an der rechtswissenschaftlichen Fakultät der privaten Chūō-Universität. 1977 wurde er für die erste von vier Wahlperioden ins Parlament der Stadt Shimizu gewählt. 1991 wechselte er für die erste von zwei Perioden ins Parlament der Präfektur Shizuoka und war Vorstandsmitglied im LDP-Präfekturverband. 1996 wechselte er in die nationale Politik.
Bei der allgemeinen Shūgiin-Wahl 1996 kandidierte Mochizuki als unabhängiger Kandidat mit NFP-Unterstützung im neuen Einmandatswahlkreis Shizuoka 4 und setzte sich mit absoluter Mehrheit gegen den LDP-Kandidaten Masatoshi Kurata und eine Kommunistin durch. Er trat bald nach seiner Wahl der LDP bei, für die er danach zunächst dreimal in Folge klar wiedergewählt wurde. 2001 wurde er für einige Monate (Kabinett Mori) parlamentarischer Sekretär im Außenministerium, von 2002 bis 2003 für das Kabinett Koizumi im Umweltministerium. Von 2006 bis 2007 (Kabinett Abe) war er Vizeminister im MLIT, 2008 übernahm er den Vorsitz im zuständigen Shūgiin-Ausschuss. Dazwischen war er Vizegeneralsekretär (fuku-kanjichō) der LDP.
Bei der Shūgiin-Wahl 2009 verlor Mochizuki den Wahlkreis Shizuoka 4 mit 44,3 % der Stimmen an den Demokraten Kenji Tamura (54,6 %) und verpasste auch eine Wiederwahl im Verhältniswahlblock Tōkai, war dort aber mit einer – angesichts des in der ganzen Region Tōkai schwachen Abschneidens von LDP-Kandidaten – vergleichsweise knappen Wahlkreisniederlage (sekihairitsu 81,1 %) der erste potentielle Nachrücker auf der LDP-Liste. Als Hideaki Ōmura im Januar 2011 für seine Kandidatur bei der Gouverneurswahl in Aichi zurücktrat, kehrte Mochizuki als Nachrücker ins Shūgiin zurück.
2012 gewann Mochizuki seinen Wahlkreis klar zurück. Im September 2014 berief ihn Shinzō Abe bei einer Kabinettsumbildung als Umweltminister und Minister für „Atomkatastrophenschutz“ zum Nachfolger von Nobuteru Ishihara. Im Oktober 2015 wurde er durch Tamayo Marukawa abgelöst. Am 19. Dezember 2019 starb Mochizuki im Alter von 72 Jahren an Leberversagen.
Mochizuki stand, wie Premier Abe und weitere Kabinett- und LDP-Parteimitglieder, der als revisionistisch geltenden Nippon Kaigi nahe.